# Mezquita del Rey Hussein Bin Talal

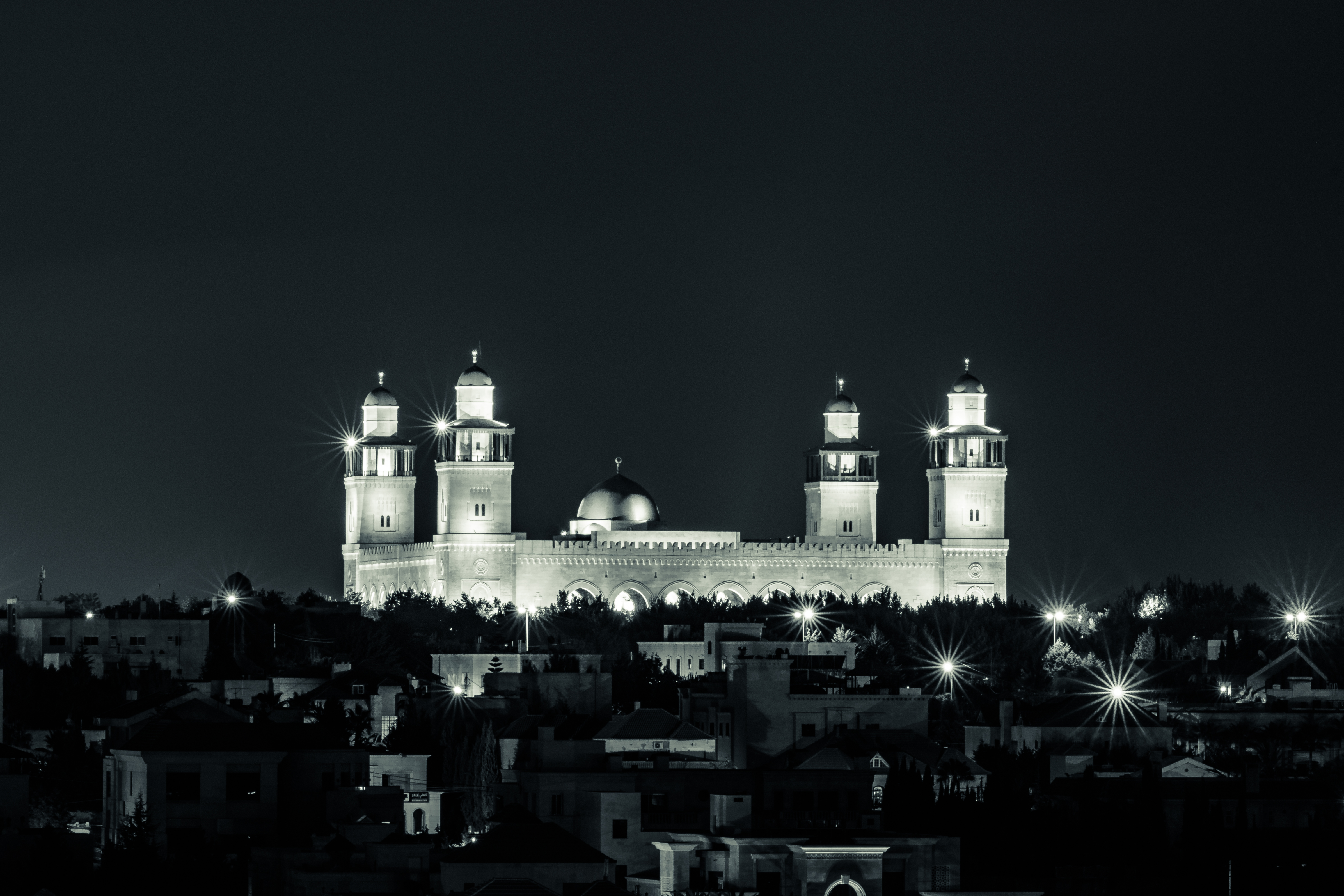
Mezquita del Rey Hussein Bin Talal en Amán.

La Mezquita del Rey Hussein Bin Talal es la mayor mezquita de Jordania y la más recientemente construida. Está localizada en una colina a 1.013 metros sobre el nivel del mar en la zona de Khalda, al noroeste de Amán la capital jordana. 
Su construcción comenzó en 2004 y finalizó a finales de 2005 durante el reinado del actual monarca Abdalá II para perpetuar la memoria de su padre Hussein Bin Talal. La sala de oración puede contener cerca de 5.500 fieles. Actualmente la Mezquita del Rey Hussein Bin Talal es la "Mezquita Nacional de Jordania", sustituyendo a la Mezquita del Rey Abdalá I.
En mayo de 2009 la mezquita recibió la visita del Papa Benedicto XVI, durante una visita del pontífice a Oriente Próximo.